# Basidiomycota
Los basidiomicetos (Basidiomycota) son una división del reino Fungi que incluye los hongos que producen basidios con basidiosporas. Esta división incluye hongos macroscópicos como las clásicas setas, representadas en hongos comestibles, hongos tóxicos y hongos alucinógenos, los hongos gelatinosos, los hongos causantes de la caspa y enfermedades de la piel como la pitiriasis versicolor y hongos fitopatógenos, es decir, aquellos que atacan a las plantas como las royas y tizones.
Los Basidiomycota son hongos filamentosos compuestos por hifas (excepto las basidiomycota-levaduras) y se reproducen sexualmente mediante la formación de células terminales especializadas en forma de garrote llamadas basidios que normalmente llevan meiosporas externas (normalmente cuatro). Estas esporas especializadas se denominan basidiosporas. Sin embargo, algunos Basidiomycota son reproductores asexual obligados. Los Basidiomycota que se reproducen asexualmente (discutidos más adelante) pueden ser típicamente reconocidos como miembros de esta división por la similitud bruta con otros, por la formación de una característica anatómica distintiva (la conexión de pinza), pared celular componentes, y definitivamente por filogenético análisis molecular de secuencia de ADN datos.

## Características
Esta división es la más evolucionada y la más conocida, pues comprende numerosos y variados tipos de hongos. Poseen hifas septadas dicarióticas (dos núcleos), los septos impiden el paso a los núcleos de un segmento a otro. Cuando son de carácter heterotálico, el micelio primario sufre dicariotización (somatogamia o espermatización) y produce hifas dicarióticas que corresponden al micelio secundario. Poseen una estructura en forma de botella, llamada basidio, la cual contiene basidiosporas (esporas sexuales). En los hongos de carácter homotálico, una basidiospora produce el micelio dicariótico. Hay presencia de quitina en las paredes celulares, y aparecen unas estructuras llamadas fíbulas, muy parecidas a los uncinulus de los ascomicetos.[cita requerida]

Ciclo de vida tipo de los basidiomicotas.

## Reproducción

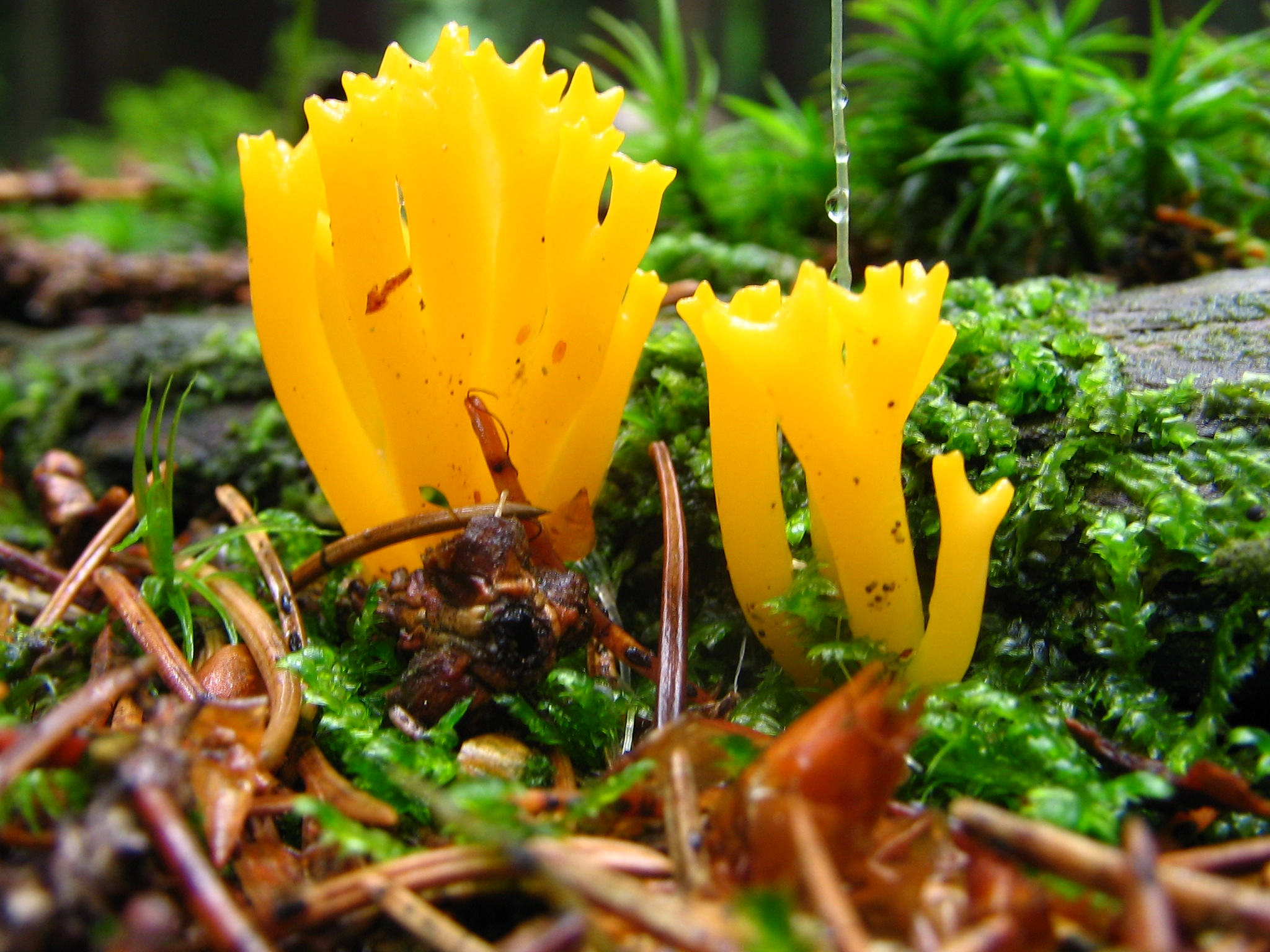
Calocera viscosa.

La reproducción asexual se produce mediante esporas conocidas como conidios u oidios.[cita requerida]
En  la reproducción sexual, hay plasmogamia (somatogamia y espermatización), esto es, la fusión de citoplasmas, y  es provocada al producir una prolongación denominada progametangio. La unión de progametangios da lugar a gametangios, separados por un tabique, y al disolverse el tabique ocurre dicha fusión citoplasmática. Del citoplasma este es el inicio en las especies heterotálicas. Los gametangios son exclusivos de las royas (hongos imperfectos). Debido a que no es posible diferenciar morfológicamente a los talos, se designan como más (+) y menos (-). La dicariotización se presenta por espermatización de los espermacios de una hifa a otra (monocarióticos). Para tal somatogamia, existe una compleja compatibilidad, ya sea por bipolaridad, que se da en factores A (A x a), o por tetrapolaridad, que tiene lugar en factores A y B (AB x ab). Además, puede generar cuatro tipos de esporas.[cita requerida]
En los basidios, hay esterigmas y espículas. Un mecanismo de astricción le sirve para eyectar las basidiosporas, y cuando estas poseen simetría bilateral forman un ángulo con el estroma.[cita requerida]

Ciclo de reproducción sexual de los basidiomicetos.

Esquema de un basidiocarpio típico, la estructura reproductiva diploide de un basidiomiceto, que muestra el cuerpo fructífero, el himenio y los basidios.

### Tipos
- Heterobasidiomycetes. Cuando los basidios están septados y muy divididos. Las esporas son resistentes por poseer una pared muy gruesa. Presentan más de un tipo de conidio.
- Homobasidiomycetes. Cuando los basidios son más uniformes y no están septados con forma claviforme. En estos, la basidiospora germina y forma la hifa. Los órdenes son Tremelales, Uredinales y Ustilaginales.[cita requerida]

## Filogenia
El análisis genético  revela las siguientes relaciones para las subdivisiones y clases de basidiomicetos:

Ciclo celular de un basidiomiceto dicariótico.

|  | Tritirachiomycetes                                                           |
|  |                                                                              |
|  | \| \| Agaricostilbomycetes \| \| \| \| \| \| Spiculogloeomycetes \| \| \| \| |
|  |                                                                              |
|  | Agaricostilbomycetes                                                         |
|  |                                                                              |
|  | Spiculogloeomycetes                                                          |
|  |                                                                              |

|  | Agaricostilbomycetes |
|  |                      |
|  | Spiculogloeomycetes  |
|  |                      |

|  | Mixiomycetes                                                               |
|  |                                                                            |
|  | \| \| Cystobasidiomycetes \| \| \| \| \| \| Microbotryomycetes \| \| \| \| |
|  |                                                                            |
|  | Cystobasidiomycetes                                                        |
|  |                                                                            |
|  | Microbotryomycetes                                                         |
|  |                                                                            |

|  | Cystobasidiomycetes |
|  |                     |
|  | Microbotryomycetes  |
|  |                     |

|  | Pucciniomycetes                                                          |
|  |                                                                          |
|  | \| \| Atractiellomycetes \| \| \| \| \| \| Classiculomycetes \| \| \| \| |
|  |                                                                          |
|  | Atractiellomycetes                                                       |
|  |                                                                          |
|  | Classiculomycetes                                                        |
|  |                                                                          |

|  | Atractiellomycetes |
|  |                    |
|  | Classiculomycetes  |
|  |                    |

|  | Mixiomycetes                                                               |
|  |                                                                            |
|  | \| \| Cystobasidiomycetes \| \| \| \| \| \| Microbotryomycetes \| \| \| \| |
|  |                                                                            |
|  | Cystobasidiomycetes                                                        |
|  |                                                                            |
|  | Microbotryomycetes                                                         |
|  |                                                                            |

|  | Cystobasidiomycetes |
|  |                     |
|  | Microbotryomycetes  |
|  |                     |

|  | Pucciniomycetes                                                          |
|  |                                                                          |
|  | \| \| Atractiellomycetes \| \| \| \| \| \| Classiculomycetes \| \| \| \| |
|  |                                                                          |
|  | Atractiellomycetes                                                       |
|  |                                                                          |
|  | Classiculomycetes                                                        |
|  |                                                                          |

|  | Atractiellomycetes |
|  |                    |
|  | Classiculomycetes  |
|  |                    |

|  | Mixiomycetes                                                               |
|  |                                                                            |
|  | \| \| Cystobasidiomycetes \| \| \| \| \| \| Microbotryomycetes \| \| \| \| |
|  |                                                                            |
|  | Cystobasidiomycetes                                                        |
|  |                                                                            |
|  | Microbotryomycetes                                                         |
|  |                                                                            |

|  | Cystobasidiomycetes |
|  |                     |
|  | Microbotryomycetes  |
|  |                     |

|  | Pucciniomycetes                                                          |
|  |                                                                          |
|  | \| \| Atractiellomycetes \| \| \| \| \| \| Classiculomycetes \| \| \| \| |
|  |                                                                          |
|  | Atractiellomycetes                                                       |
|  |                                                                          |
|  | Classiculomycetes                                                        |
|  |                                                                          |

|  | Atractiellomycetes |
|  |                    |
|  | Classiculomycetes  |
|  |                    |

|  | Mixiomycetes                                                               |
|  |                                                                            |
|  | \| \| Cystobasidiomycetes \| \| \| \| \| \| Microbotryomycetes \| \| \| \| |
|  |                                                                            |
|  | Cystobasidiomycetes                                                        |
|  |                                                                            |
|  | Microbotryomycetes                                                         |
|  |                                                                            |

|  | Cystobasidiomycetes |
|  |                     |
|  | Microbotryomycetes  |
|  |                     |

|  | Pucciniomycetes                                                          |
|  |                                                                          |
|  | \| \| Atractiellomycetes \| \| \| \| \| \| Classiculomycetes \| \| \| \| |
|  |                                                                          |
|  | Atractiellomycetes                                                       |
|  |                                                                          |
|  | Classiculomycetes                                                        |
|  |                                                                          |

|  | Atractiellomycetes |
|  |                    |
|  | Classiculomycetes  |
|  |                    |

|  | Tritirachiomycetes                                                           |
|  |                                                                              |
|  | \| \| Agaricostilbomycetes \| \| \| \| \| \| Spiculogloeomycetes \| \| \| \| |
|  |                                                                              |
|  | Agaricostilbomycetes                                                         |
|  |                                                                              |
|  | Spiculogloeomycetes                                                          |
|  |                                                                              |

|  | Agaricostilbomycetes |
|  |                      |
|  | Spiculogloeomycetes  |
|  |                      |

|  | Mixiomycetes                                                               |
|  |                                                                            |
|  | \| \| Cystobasidiomycetes \| \| \| \| \| \| Microbotryomycetes \| \| \| \| |
|  |                                                                            |
|  | Cystobasidiomycetes                                                        |
|  |                                                                            |
|  | Microbotryomycetes                                                         |
|  |                                                                            |

|  | Cystobasidiomycetes |
|  |                     |
|  | Microbotryomycetes  |
|  |                     |

|  | Pucciniomycetes                                                          |
|  |                                                                          |
|  | \| \| Atractiellomycetes \| \| \| \| \| \| Classiculomycetes \| \| \| \| |
|  |                                                                          |
|  | Atractiellomycetes                                                       |
|  |                                                                          |
|  | Classiculomycetes                                                        |
|  |                                                                          |

|  | Atractiellomycetes |
|  |                    |
|  | Classiculomycetes  |
|  |                    |

|  | Mixiomycetes                                                               |
|  |                                                                            |
|  | \| \| Cystobasidiomycetes \| \| \| \| \| \| Microbotryomycetes \| \| \| \| |
|  |                                                                            |
|  | Cystobasidiomycetes                                                        |
|  |                                                                            |
|  | Microbotryomycetes                                                         |
|  |                                                                            |

|  | Cystobasidiomycetes |
|  |                     |
|  | Microbotryomycetes  |
|  |                     |

|  | Pucciniomycetes                                                          |
|  |                                                                          |
|  | \| \| Atractiellomycetes \| \| \| \| \| \| Classiculomycetes \| \| \| \| |
|  |                                                                          |
|  | Atractiellomycetes                                                       |
|  |                                                                          |
|  | Classiculomycetes                                                        |
|  |                                                                          |

|  | Atractiellomycetes |
|  |                    |
|  | Classiculomycetes  |
|  |                    |

|  | Mixiomycetes                                                               |
|  |                                                                            |
|  | \| \| Cystobasidiomycetes \| \| \| \| \| \| Microbotryomycetes \| \| \| \| |
|  |                                                                            |
|  | Cystobasidiomycetes                                                        |
|  |                                                                            |
|  | Microbotryomycetes                                                         |
|  |                                                                            |

|  | Cystobasidiomycetes |
|  |                     |
|  | Microbotryomycetes  |
|  |                     |

|  | Pucciniomycetes                                                          |
|  |                                                                          |
|  | \| \| Atractiellomycetes \| \| \| \| \| \| Classiculomycetes \| \| \| \| |
|  |                                                                          |
|  | Atractiellomycetes                                                       |
|  |                                                                          |
|  | Classiculomycetes                                                        |
|  |                                                                          |

|  | Atractiellomycetes |
|  |                    |
|  | Classiculomycetes  |
|  |                    |

|  | Mixiomycetes                                                               |
|  |                                                                            |
|  | \| \| Cystobasidiomycetes \| \| \| \| \| \| Microbotryomycetes \| \| \| \| |
|  |                                                                            |
|  | Cystobasidiomycetes                                                        |
|  |                                                                            |
|  | Microbotryomycetes                                                         |
|  |                                                                            |

|  | Cystobasidiomycetes |
|  |                     |
|  | Microbotryomycetes  |
|  |                     |

|  | Pucciniomycetes                                                          |
|  |                                                                          |
|  | \| \| Atractiellomycetes \| \| \| \| \| \| Classiculomycetes \| \| \| \| |
|  |                                                                          |
|  | Atractiellomycetes                                                       |
|  |                                                                          |
|  | Classiculomycetes                                                        |
|  |                                                                          |

|  | Atractiellomycetes |
|  |                    |
|  | Classiculomycetes  |
|  |                    |

|  | Wallemiomycetes      |
|  |                      |
|  | Geminibasidiomycetes |
|  |                      |

|  | Tremellomycetes                                                 |
|  |                                                                 |
|  | \| \| Dacrymycetes \| \| \| \| \| \| Agaricomycetes \| \| \| \| |
|  |                                                                 |
|  | Dacrymycetes                                                    |
|  |                                                                 |
|  | Agaricomycetes                                                  |
|  |                                                                 |

|  | Dacrymycetes   |
|  |                |
|  | Agaricomycetes |
|  |                |

|  | Wallemiomycetes      |
|  |                      |
|  | Geminibasidiomycetes |
|  |                      |

|  | Tremellomycetes                                                 |
|  |                                                                 |
|  | \| \| Dacrymycetes \| \| \| \| \| \| Agaricomycetes \| \| \| \| |
|  |                                                                 |
|  | Dacrymycetes                                                    |
|  |                                                                 |
|  | Agaricomycetes                                                  |
|  |                                                                 |

|  | Dacrymycetes   |
|  |                |
|  | Agaricomycetes |
|  |                |

|  | Monilielliomycetes |
|  |                    |
|  | Malasseziomycetes  |
|  |                    |

|  | Ustilaginomycetes |
|  |                   |
|  | Exobasidiomycetes |
|  |                   |

|  | Monilielliomycetes |
|  |                    |
|  | Malasseziomycetes  |
|  |                    |

|  | Ustilaginomycetes |
|  |                   |
|  | Exobasidiomycetes |
|  |                   |

|  | Wallemiomycetes      |
|  |                      |
|  | Geminibasidiomycetes |
|  |                      |

|  | Tremellomycetes                                                 |
|  |                                                                 |
|  | \| \| Dacrymycetes \| \| \| \| \| \| Agaricomycetes \| \| \| \| |
|  |                                                                 |
|  | Dacrymycetes                                                    |
|  |                                                                 |
|  | Agaricomycetes                                                  |
|  |                                                                 |

|  | Dacrymycetes   |
|  |                |
|  | Agaricomycetes |
|  |                |

|  | Wallemiomycetes      |
|  |                      |
|  | Geminibasidiomycetes |
|  |                      |

|  | Tremellomycetes                                                 |
|  |                                                                 |
|  | \| \| Dacrymycetes \| \| \| \| \| \| Agaricomycetes \| \| \| \| |
|  |                                                                 |
|  | Dacrymycetes                                                    |
|  |                                                                 |
|  | Agaricomycetes                                                  |
|  |                                                                 |

|  | Dacrymycetes   |
|  |                |
|  | Agaricomycetes |
|  |                |

|  | Monilielliomycetes |
|  |                    |
|  | Malasseziomycetes  |
|  |                    |

|  | Ustilaginomycetes |
|  |                   |
|  | Exobasidiomycetes |
|  |                   |

|  | Monilielliomycetes |
|  |                    |
|  | Malasseziomycetes  |
|  |                    |

|  | Ustilaginomycetes |
|  |                   |
|  | Exobasidiomycetes |
|  |                   |

|  | Tritirachiomycetes                                                           |
|  |                                                                              |
|  | \| \| Agaricostilbomycetes \| \| \| \| \| \| Spiculogloeomycetes \| \| \| \| |
|  |                                                                              |
|  | Agaricostilbomycetes                                                         |
|  |                                                                              |
|  | Spiculogloeomycetes                                                          |
|  |                                                                              |

|  | Agaricostilbomycetes |
|  |                      |
|  | Spiculogloeomycetes  |
|  |                      |

|  | Mixiomycetes                                                               |
|  |                                                                            |
|  | \| \| Cystobasidiomycetes \| \| \| \| \| \| Microbotryomycetes \| \| \| \| |
|  |                                                                            |
|  | Cystobasidiomycetes                                                        |
|  |                                                                            |
|  | Microbotryomycetes                                                         |
|  |                                                                            |

|  | Cystobasidiomycetes |
|  |                     |
|  | Microbotryomycetes  |
|  |                     |

|  | Pucciniomycetes                                                          |
|  |                                                                          |
|  | \| \| Atractiellomycetes \| \| \| \| \| \| Classiculomycetes \| \| \| \| |
|  |                                                                          |
|  | Atractiellomycetes                                                       |
|  |                                                                          |
|  | Classiculomycetes                                                        |
|  |                                                                          |

|  | Atractiellomycetes |
|  |                    |
|  | Classiculomycetes  |
|  |                    |

|  | Mixiomycetes                                                               |
|  |                                                                            |
|  | \| \| Cystobasidiomycetes \| \| \| \| \| \| Microbotryomycetes \| \| \| \| |
|  |                                                                            |
|  | Cystobasidiomycetes                                                        |
|  |                                                                            |
|  | Microbotryomycetes                                                         |
|  |                                                                            |

|  | Cystobasidiomycetes |
|  |                     |
|  | Microbotryomycetes  |
|  |                     |

|  | Pucciniomycetes                                                          |
|  |                                                                          |
|  | \| \| Atractiellomycetes \| \| \| \| \| \| Classiculomycetes \| \| \| \| |
|  |                                                                          |
|  | Atractiellomycetes                                                       |
|  |                                                                          |
|  | Classiculomycetes                                                        |
|  |                                                                          |

|  | Atractiellomycetes |
|  |                    |
|  | Classiculomycetes  |
|  |                    |

|  | Mixiomycetes                                                               |
|  |                                                                            |
|  | \| \| Cystobasidiomycetes \| \| \| \| \| \| Microbotryomycetes \| \| \| \| |
|  |                                                                            |
|  | Cystobasidiomycetes                                                        |
|  |                                                                            |
|  | Microbotryomycetes                                                         |
|  |                                                                            |

|  | Cystobasidiomycetes |
|  |                     |
|  | Microbotryomycetes  |
|  |                     |

|  | Pucciniomycetes                                                          |
|  |                                                                          |
|  | \| \| Atractiellomycetes \| \| \| \| \| \| Classiculomycetes \| \| \| \| |
|  |                                                                          |
|  | Atractiellomycetes                                                       |
|  |                                                                          |
|  | Classiculomycetes                                                        |
|  |                                                                          |

|  | Atractiellomycetes |
|  |                    |
|  | Classiculomycetes  |
|  |                    |

|  | Mixiomycetes                                                               |
|  |                                                                            |
|  | \| \| Cystobasidiomycetes \| \| \| \| \| \| Microbotryomycetes \| \| \| \| |
|  |                                                                            |
|  | Cystobasidiomycetes                                                        |
|  |                                                                            |
|  | Microbotryomycetes                                                         |
|  |                                                                            |

|  | Cystobasidiomycetes |
|  |                     |
|  | Microbotryomycetes  |
|  |                     |

|  | Pucciniomycetes                                                          |
|  |                                                                          |
|  | \| \| Atractiellomycetes \| \| \| \| \| \| Classiculomycetes \| \| \| \| |
|  |                                                                          |
|  | Atractiellomycetes                                                       |
|  |                                                                          |
|  | Classiculomycetes                                                        |
|  |                                                                          |

|  | Atractiellomycetes |
|  |                    |
|  | Classiculomycetes  |
|  |                    |

|  | Tritirachiomycetes                                                           |
|  |                                                                              |
|  | \| \| Agaricostilbomycetes \| \| \| \| \| \| Spiculogloeomycetes \| \| \| \| |
|  |                                                                              |
|  | Agaricostilbomycetes                                                         |
|  |                                                                              |
|  | Spiculogloeomycetes                                                          |
|  |                                                                              |

|  | Agaricostilbomycetes |
|  |                      |
|  | Spiculogloeomycetes  |
|  |                      |

|  | Mixiomycetes                                                               |
|  |                                                                            |
|  | \| \| Cystobasidiomycetes \| \| \| \| \| \| Microbotryomycetes \| \| \| \| |
|  |                                                                            |
|  | Cystobasidiomycetes                                                        |
|  |                                                                            |
|  | Microbotryomycetes                                                         |
|  |                                                                            |

|  | Cystobasidiomycetes |
|  |                     |
|  | Microbotryomycetes  |
|  |                     |

|  | Pucciniomycetes                                                          |
|  |                                                                          |
|  | \| \| Atractiellomycetes \| \| \| \| \| \| Classiculomycetes \| \| \| \| |
|  |                                                                          |
|  | Atractiellomycetes                                                       |
|  |                                                                          |
|  | Classiculomycetes                                                        |
|  |                                                                          |

|  | Atractiellomycetes |
|  |                    |
|  | Classiculomycetes  |
|  |                    |

|  | Mixiomycetes                                                               |
|  |                                                                            |
|  | \| \| Cystobasidiomycetes \| \| \| \| \| \| Microbotryomycetes \| \| \| \| |
|  |                                                                            |
|  | Cystobasidiomycetes                                                        |
|  |                                                                            |
|  | Microbotryomycetes                                                         |
|  |                                                                            |

|  | Cystobasidiomycetes |
|  |                     |
|  | Microbotryomycetes  |
|  |                     |

|  | Pucciniomycetes                                                          |
|  |                                                                          |
|  | \| \| Atractiellomycetes \| \| \| \| \| \| Classiculomycetes \| \| \| \| |
|  |                                                                          |
|  | Atractiellomycetes                                                       |
|  |                                                                          |
|  | Classiculomycetes                                                        |
|  |                                                                          |

|  | Atractiellomycetes |
|  |                    |
|  | Classiculomycetes  |
|  |                    |

|  | Mixiomycetes                                                               |
|  |                                                                            |
|  | \| \| Cystobasidiomycetes \| \| \| \| \| \| Microbotryomycetes \| \| \| \| |
|  |                                                                            |
|  | Cystobasidiomycetes                                                        |
|  |                                                                            |
|  | Microbotryomycetes                                                         |
|  |                                                                            |

|  | Cystobasidiomycetes |
|  |                     |
|  | Microbotryomycetes  |
|  |                     |

|  | Pucciniomycetes                                                          |
|  |                                                                          |
|  | \| \| Atractiellomycetes \| \| \| \| \| \| Classiculomycetes \| \| \| \| |
|  |                                                                          |
|  | Atractiellomycetes                                                       |
|  |                                                                          |
|  | Classiculomycetes                                                        |
|  |                                                                          |

|  | Atractiellomycetes |
|  |                    |
|  | Classiculomycetes  |
|  |                    |

|  | Mixiomycetes                                                               |
|  |                                                                            |
|  | \| \| Cystobasidiomycetes \| \| \| \| \| \| Microbotryomycetes \| \| \| \| |
|  |                                                                            |
|  | Cystobasidiomycetes                                                        |
|  |                                                                            |
|  | Microbotryomycetes                                                         |
|  |                                                                            |

|  | Cystobasidiomycetes |
|  |                     |
|  | Microbotryomycetes  |
|  |                     |

|  | Pucciniomycetes                                                          |
|  |                                                                          |
|  | \| \| Atractiellomycetes \| \| \| \| \| \| Classiculomycetes \| \| \| \| |
|  |                                                                          |
|  | Atractiellomycetes                                                       |
|  |                                                                          |
|  | Classiculomycetes                                                        |
|  |                                                                          |

|  | Atractiellomycetes |
|  |                    |
|  | Classiculomycetes  |
|  |                    |

|  | Wallemiomycetes      |
|  |                      |
|  | Geminibasidiomycetes |
|  |                      |

|  | Tremellomycetes                                                 |
|  |                                                                 |
|  | \| \| Dacrymycetes \| \| \| \| \| \| Agaricomycetes \| \| \| \| |
|  |                                                                 |
|  | Dacrymycetes                                                    |
|  |                                                                 |
|  | Agaricomycetes                                                  |
|  |                                                                 |

|  | Dacrymycetes   |
|  |                |
|  | Agaricomycetes |
|  |                |

|  | Wallemiomycetes      |
|  |                      |
|  | Geminibasidiomycetes |
|  |                      |

|  | Tremellomycetes                                                 |
|  |                                                                 |
|  | \| \| Dacrymycetes \| \| \| \| \| \| Agaricomycetes \| \| \| \| |
|  |                                                                 |
|  | Dacrymycetes                                                    |
|  |                                                                 |
|  | Agaricomycetes                                                  |
|  |                                                                 |

|  | Dacrymycetes   |
|  |                |
|  | Agaricomycetes |
|  |                |

|  | Monilielliomycetes |
|  |                    |
|  | Malasseziomycetes  |
|  |                    |

|  | Ustilaginomycetes |
|  |                   |
|  | Exobasidiomycetes |
|  |                   |

|  | Monilielliomycetes |
|  |                    |
|  | Malasseziomycetes  |
|  |                    |

|  | Ustilaginomycetes |
|  |                   |
|  | Exobasidiomycetes |
|  |                   |

|  | Wallemiomycetes      |
|  |                      |
|  | Geminibasidiomycetes |
|  |                      |

|  | Tremellomycetes                                                 |
|  |                                                                 |
|  | \| \| Dacrymycetes \| \| \| \| \| \| Agaricomycetes \| \| \| \| |
|  |                                                                 |
|  | Dacrymycetes                                                    |
|  |                                                                 |
|  | Agaricomycetes                                                  |
|  |                                                                 |

|  | Dacrymycetes   |
|  |                |
|  | Agaricomycetes |
|  |                |

|  | Wallemiomycetes      |
|  |                      |
|  | Geminibasidiomycetes |
|  |                      |

|  | Tremellomycetes                                                 |
|  |                                                                 |
|  | \| \| Dacrymycetes \| \| \| \| \| \| Agaricomycetes \| \| \| \| |
|  |                                                                 |
|  | Dacrymycetes                                                    |
|  |                                                                 |
|  | Agaricomycetes                                                  |
|  |                                                                 |

|  | Dacrymycetes   |
|  |                |
|  | Agaricomycetes |
|  |                |

|  | Monilielliomycetes |
|  |                    |
|  | Malasseziomycetes  |
|  |                    |

|  | Ustilaginomycetes |
|  |                   |
|  | Exobasidiomycetes |
|  |                   |

|  | Monilielliomycetes |
|  |                    |
|  | Malasseziomycetes  |
|  |                    |

|  | Ustilaginomycetes |
|  |                   |
|  | Exobasidiomycetes |
|  |                   |

## Taxonomía

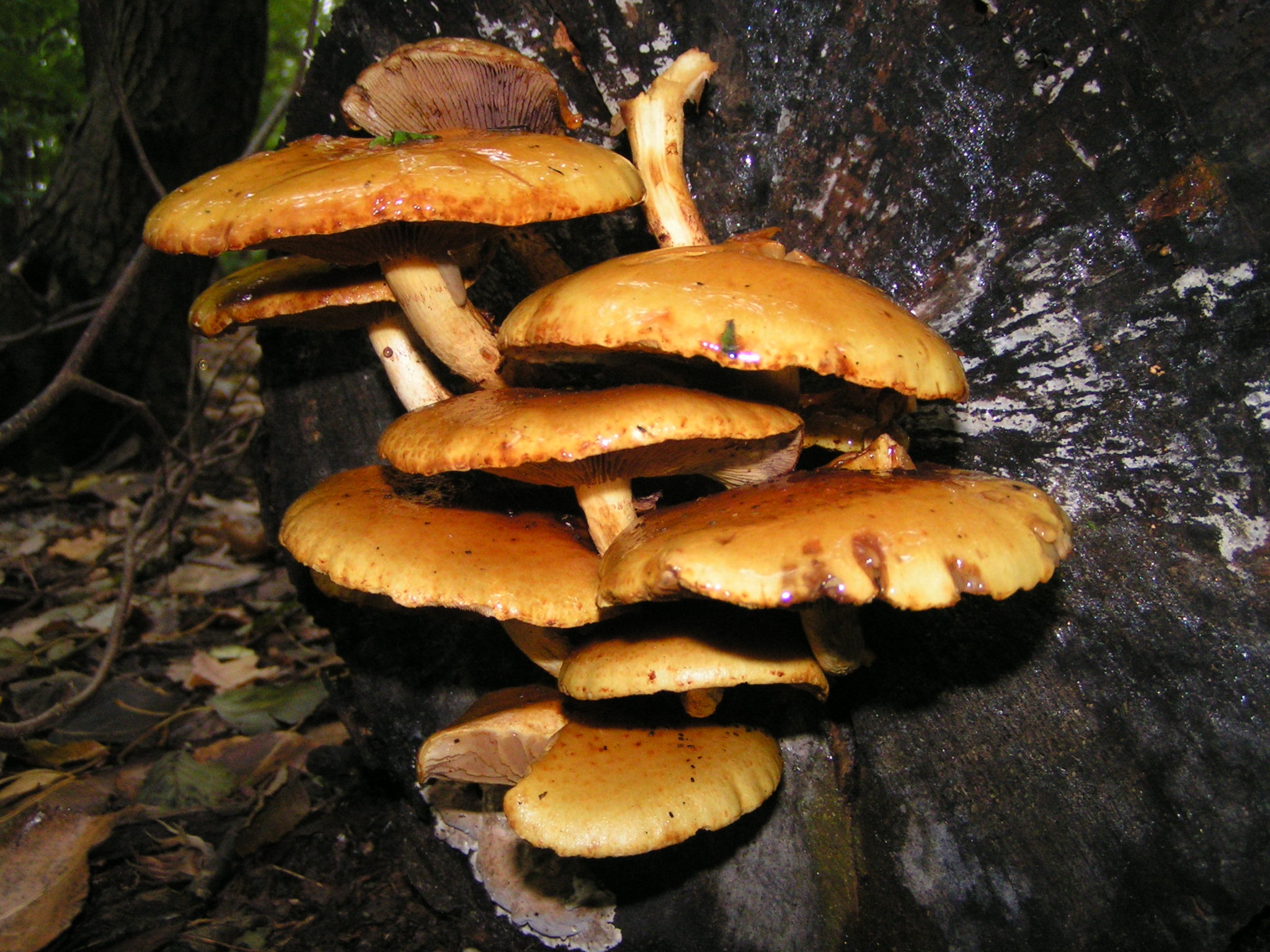
Pholiota aurivella.

Una clasificación reciente adoptada por una coalición de 67 micólogos reconoce tres clados:
- Agaricomycotina
- Pucciniomycotina
- Ustilaginomycotina

Y otros dos taxones a nivel de clase (Wallemiomicetos, Entorrhizomicetos) fuera de éstas, entre los Basidiomycota.  Tal como se clasifican ahora, los subphyla se unen y también cortan a través de varios grupos taxonómicos obsoletos  anteriormente utilizados comúnmente para describir Basidiomycota. Según una estimación de 2008, Basidiomycota comprende tres subphyla (incluyendo seis clases sin asignar) 16 clases, 52 órdenes, 177 familias, 1.589 géneros y 31.515 especies.Wijayawardene et al. 2020 elaboraron una actualización que reconocía 19 clases (Agaricomicetos, Agaricostilbomicetos, Atractiellomicetos, Barteletiomicetos, Classiculomicetos, Criptomicocolacomicetos, Cistobasidiomicetos, Dacrimicetos, Exobasidiomicetos, Malasseziomicetos, Microbotriomicetos, Mixiomicetos, Monilielliomicetos, Pucciniomicetos, Spiculogloeomicetos, Tremellomicetos, Tritirachiomicetos, Ustilaginomicetos y Wallemiomicetos) con múltiples órdenes y géneros. 
Además, existen varios géneros en incertae sedis:
- Género Celatogloea
- Género Dacryomycetopsis
- Género Neotyphula
- Género Zanchia

## Algunas especies venenosas (tóxicas o mortales)
- Amanita phalloides
- Amanita muscaria
- Amanita pantherina
- Amanita virosa
- Clitocybe candicans
- Cortinarius orellanus
- Entoloma sinuatum
- Psilocybe

## Ciclo de vida típico

Ciclo de reproducción sexual de los basidiomicetos

Ciclo vital de Basidiomycota

Ciclo celular de un basidiomiceto dicariótico

A diferencia de los animales y las plantas que tienen homólogos masculinos y femeninos fácilmente reconocibles, los Basidiomycota (excepto la Rust (Pucciniales)) tienden a tener haploides mutuamente indistinguibles y compatibles que suelen ser micelios compuestos de hifas filamentosas. Normalmente los micelios haploides de Basidiomycota se fusionan mediante plasmogamia y luego los núcleos compatibles migran al micelio del otro y se emparejan con los núcleos residentes. La cariogamia se retrasa, de modo que los núcleos compatibles permanecen en parejas, lo que se denomina dicarionte. Se dice entonces que las hifas son dicariontes. Por el contrario, los micelios haploides se denominan monocarión. A menudo, el micelio dicarionte es más vigoroso que el micelio monocarionte individual y se apodera del sustrato en el que crece. Los dicariones pueden ser longevos, durar años, décadas o siglos. Los monocariotas no son ni machos ni hembras. Tienen un bipolar (unifactorial) o tetrapolar (bifactorial). Esto se traduce en el hecho de que tras la meiosis, las basidiosporass haploides resultantes y los monocariones resultantes, tienen núcleos que son compatibles con el 50% (si son bipolares) o el 25% (si son tetrapolares) de sus basidiosporas hermanas (y sus monocariones resultantes) porque los genes de apareamiento deben diferir para que sean compatibles. Sin embargo, a veces hay más de dos alelos posibles para un locus dado, y en tales especies, dependiendo de los detalles, más del 90% de los monocariones podrían ser compatibles entre sí.
El mantenimiento del estado dicarionte en los dicariontes de muchos Basidiomycota se ve facilitado por la formación de conexiones de pinzas que físicamente parecen ayudar a coordinar y restablecer pares de núcleos compatibles tras divisiones nucleares mitóticas sincrónicas. Las variaciones son frecuentes y múltiples. En un ciclo de vida típico de Basidiomycota, los dicariones de larga duración producen periódicamente (estacional u ocasionalmente) basidios, las células terminales especializadas, normalmente en forma de garrote, en las que un par de núcleos compatibles se fusionan (cariogamia) para formar una célula diploide. La meiosis sigue poco después con la producción de 4 núcleos haploides que migran a 4 basidiosporas externas, normalmente apicales. Sin embargo, existen variaciones. Normalmente las basidiosporas son balísticas, de ahí que a veces también se las llame balistosporas. En la mayoría de las especies, las basidiosporas se dispersan y cada una puede iniciar un nuevo micelio haploide, continuando el ciclo de vida. Los basidios son microscópicos pero a menudo se producen sobre o en grandes fructificaciones multicelulares llamadas basidiocarpos o basidiomas, o cuerpos fructíferos, llamados de diversas formas setas, globos, etc. Las basidiosporas balísticas se forman en esterigmata que son proyecciones cónicas en forma de espina en los basidios, y son típicamente curvadas, como los cuernos de un toro. En algunos Basidiomycota las esporas no son balísticas, y los esterigmas pueden ser rectos, reducidos a tallos, o ausentes. Las basidiosporas de estos basidios no balistospóricos pueden brotar o liberarse por disolución o desintegración de los basidios.
.

Esquema de un basidiocarpo típico, la estructura reproductiva dipoide de un basidiomiceto, mostrando el cuerpo fructífero, el himenio y los basidios

En resumen, la meiosis tiene lugar en un basidio diploide. Cada uno de los cuatro núcleos haploides migra a su propia basidiospora. Las basidiosporas se descargan balísticamente e inician nuevos micelios haploides llamados monocariones. No hay machos ni hembras, sino talos compatibles con múltiples factores de compatibilidad. La plasmogamia entre individuos compatibles da lugar a una cariogamia retardada que conduce al establecimiento de un dicarion. El dicarion es de larga duración, pero al final da lugar a cuerpos fructíferos con basidios o directamente a basidios sin cuerpos fructíferos. El dicarion emparejado en el basidio se fusiona (es decir, se produce la cariogamia). El basidio diploide vuelve a iniciar el ciclo.

## Bioacumulación
Todos los basidiomicetos parecen capaces de bioacumular diversos metales pesados, metaloides y radionúclidos (incluido el Cesio radiactivo después de una lluvia radiactiva consecuencia tanto de ensayos como de accidentes nucleares). Luego terminan en la cadena alimentaria a través de los animales que los consumen y finalmente llegan a los humanos. Los casos de toxicidad son raros, pero como precaución puede ser aconsejable evitar las setas y la caza en determinadas circunstancias o procedentes de determinados lugares.
La bioacumulación también puede involucrar productos orgánicos; en este caso el hongo también puede modificar o incluso eliminar el compuesto indeseable.
Estas propiedades pueden utilizarse para la descontaminación o la extracción de contaminantes, posiblemente en combinación con plantas (fitoextracción).